# Jahzara e Tsunami
Jahzara e Tsunami (9 de abril de 2006) são dois jagleões nascidos no Bear Creek Sanctuary, em Ontário, Canadá.

## Histórico dos pais
Lola e Diablo são respectivamente uma leoa e uma onça-pintada macho, os dois chegaram ao Bear Creek Sanctuary quando ainda era filhotes, pois foram separados de suas mães que os rejeitaram logo quando nasceram.
Os dois filhotes cresceram na mesma área de berçário, ambos os pequenos predadores cresceram como bons amigos e eram inclusive mantidos juntos, até quando Lola começou a entrar no cio. Nesses períodos a fêmea era mantida na parte de trás da jaula sem acesso ao macho, de modo que todas a precauções fossem tomadas para evitar que eles acasalassem.
Apesar de ser muito improvável que caso o acasalamento ocorresse, ela engravidasse.

## A concepção
Lola passou um período em que seus cios se tornaram inconstantes. Um problema de depressão, no qual ela havia parado de se alimentar quando era mantida separada de Diablo. Lola acabou por desenvolver um cio silencioso, ou seja, ela não deixava claro para os seus tratadores de que ela estava no período fértil, foi nesse período que o seu companheiro acasalou com ela.
A natureza acabou por resolver prevalecer de modo extraordinário, nos períodos em que acasalava com Diablo, Lola acabou por engravidar e deu à luz dois filhotes em 9 de abril de 2006.

## Os híbridos
Os filhotes nascidos do relacionamento do jaguar com a leoa são híbridos, resultados do cruzamentos de duas espécies diferentes, assim como a mula e o ligre.
Os dois filhotes nascidos são um casal, uma fêmea chamada Jahzara, que para a surpresa de todos é uma jagleoa melânica, assim como seu pai, e o macho Tsunami possui as cores normais de um jaguar. Logo após o nascimento, Lola abandonou o filhote fêmea, já que ambos nasceram em um dia frio, o filhote foi rapidamente resgatado e já estava quase sem respiração, já o filhote macho foi tratado por sua mãe nos primeiros dias de vida, mais tarde, Lola também perdeu o interesse nele. Os pequenos acabaram por serem criados a mão.
A aparência dos filhotes chama a atenção, eles possuem a coloração do pai, mas são maiores do que o ele, e menores do que a mãe. Sua estrutura física também é muito mais puxada para o lado dos ancestrais leões.
Após completarem dois anos de vida, os veterinários responsáveis do zoológico descobriram que Jahzara é fértil, o que é uma surpresa já que mais de 98% dos híbridos são estéreis, mas já Tsunami, como acontece com todos os machos híbridos, não pode se reproduzir.
Uma das políticas do Bear Creek Sanctuary é não permitir a reprodução de seus animais, embora isso nem sempre seja possível. Para evitar que mais híbridos nasçam em março de 2012, Diablo e Lola foram separados, eles vivem em jaulas vizinhas, mas não convivem no mesmo espaço. Já os irmãos híbridos vivem juntos e sem maiores problemas, já que um deles não pode ser reproduzir.
Jagleões não existem na natureza, mas mesmo assim são ferozes e podem matar um ser humanos sem menores problemas. Tanto Jahzara quanto Tsunami são considerados bravos pelo pessoal responsável pelo cuidado dos animais.